# Cosmin Alin Popescu

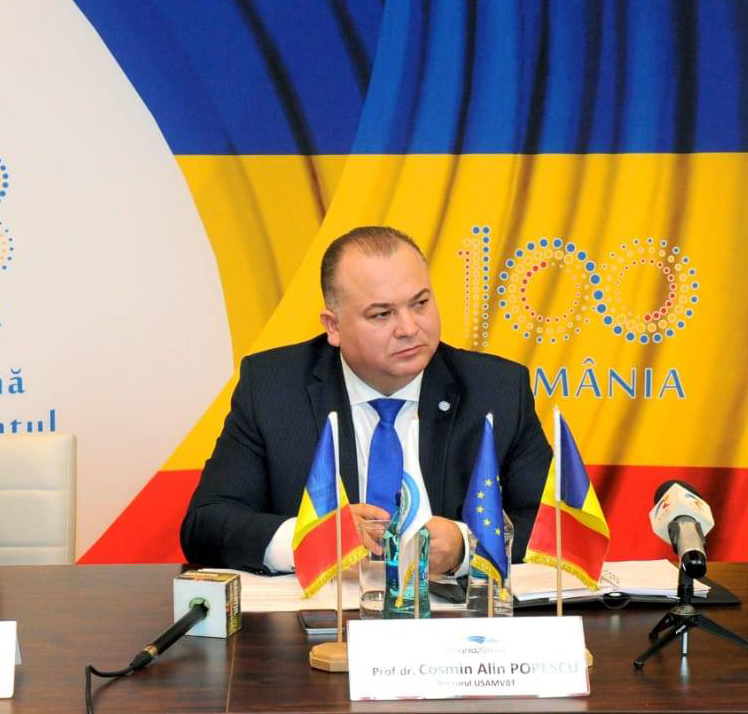
Cosmin Alin Popescu Rektor der USAMV Timisoara 2019

Cosmin Alin Popescu (* 19. März 1974 in Babșa, Kreis Timiș) ist ein rumänischer Umweltwissenschaftler. Er wurde im Februar 2016 zum Rektor der Landwirtschaftlichen und Veterinärmedizinischen Universität des Banat (USABTM) gewählt and am 17. Januar 2020 und 2025 mit überwältigender Mehrheit für weitere 5 Jahre im Amt bestätigt.

## Biographie
Nach seiner Schulausbildung besuchte Popescu die Fakultät Landwirtschaft der USABTM zum Studium der Naturwissenschaften mit einer Spezialisierung zum Umweltingenieur (1988–1997). Zur Vertiefung seines Fachwissens erfolgte 1999 das Praktikum an der Universität Rennes in Frankreich zum Einsatz von Satelliten in der landwirtschaftlichen Pflanzenbautechnik. Es folgten weitere Qualifikationen in Umwelttechnik und Katastertwesen an der West-Universität Temeswar mit Promotion zum Dr.-Ing. und Anstellung bei der National Union of Realtors in Temeswar. Nach Rückkehr zur USABTM in die Fakultät Agrarwissenschaft auf den Lehrstuhl für Geodäsie und Katasterwesen und als Gastprofessor der Polytechnischen Universität Timișoara. Im Februar 2016 wurde Cosmin A. Popescu für vier Jahre zum Rektor der USABTM bewählt. Kraft seines Amtes ist er auch Vorsitzender des Deutsch-Rumänischen Ausbildungszentrums für Landwirtschaft in Voiteg.